# ثمد حجري
ثمد حجري (الاسم العلمي:Themeda saxicola) هو نوع من النباتات يتبع جنس الثمد من الفصيلة النجيلية.